# Тетерин (белок)
Те́терин, или костномозговой стромальный клеточный антиген 2, (англ. Tetherin; bone marrow stromal cell antigen 2; HM1.24; CD317) — мембранный белок, фактор рестрикции (ингибитор) вирусных инфекций, включая ВИЧ. Продукт гена человека BST2.

## Структура
Существует как димерный белок, мономеры соединены друг с другом дисульфидными связями. Мутации белка по цистеинам, образующим межмолекулярную связь, приводят к функциональной инактивации белка.
Зрелый мономер (образующийся после отщепления C-концевого пептида длиной 19 аминокислот) состоит из 161 аминокислоты; молекулярная масса — 30-36 кДа. Относится ко второму типу интегральных мембранных белков, с топологией, позволяющей заякоривание обоих концов молекулы в липидных бислоях. Содержит N-концевой цитоплазматический домен, трансмембранный домен и C-концевой внеклеточный домен coiled-coil, к конечному аминокислотному остатку которого (серин-161) ковалентно прикреплён гликозилфосфотидилинозитоловый якорь (GPI anchor). C-концевой внеклеточный домен содержит 2 участка гликозилирования и 3 цистеина, участвующих в образовании межмолекулярной дисульфидной связи.

## Функции
Тетерин ингибирует выделение дочерних вирусных частиц из заражённой клетки. Был открыт как белок, который ингибирует выделение дочерних вирусных частиц ВИЧ-1 в отсутствие вирусного белка Vpu, в определённых рестриктивных типах клеток (HeLa, Jurkat, мононуклеарные клетки периферической крови). Позднее было обнаружено, что тетерин ингибирует выделение из заражённой клетки и других ретровирусов (например, ВИЧ-2, вирус иммунодефицита обезьян [ВИО]), а также аренавирусов (например, вирус Ласса, вызывающий лихорадку Ласса), филовирусов (например, вирус Марбург, вирус Эбола) и герпесвируса, ассоциированного с саркомой Капоши (KSHV). 
Когда созревшие вирионы отпочковываются от клеточной мембраны, один мембранный домен тетерина встраивается в мембрану вирусной частицы, а другой остаётся на клеточной мембране, удерживая вирион на поверхности клетки, таким образом, препятствуя выделению зрелых вирусных частиц во внеклеточную среду и предотвращая заражение новых клеток.
Экспрессия тетерина индуцируется интерфероном.

## Вирусные белки-антагонисты тетерина
Геномы ряда вирусов кодируют белки-антагонисты тетерина, подавляющие его антивирусную активность и, следовательно, стимулирующие выделение вирусных частиц из заражённой клетки. Например, у двух групп лентивирусов приматов, 1) ВИЧ-1/ВИО шимпанзе и 2) ВИО большой пятнистоносой обезьяны, усатой обезьяны и обезьяны мона, таким белком является Vpu. У большинства других ВИО антагонистом служит белок Nef. У ВИЧ-2 в качестве антагониста функционирует белок Env. Кроме того, антагонистами тетерина являются белок К5 вируса KSHV и гликопротеин вируса Эбола. Белок Vpu вызывает снижение экспрессии тетерина на поверхности клетки. Предполагается, что этот эффект опосредован, по крайней мере, тремя механизмами: 1) нарушением мембранного транспорта вновь синтезированного тетерина, 2) подавлением рециклизации тетерина, 3) прямой интернализацией тетерина с клеточной поверхности. Однако в некоторых клеточных линиях (CEMx174, H9) взаимодействие Vpu и тетерина не приводит к уменьшению экспрессии тетерина на поверхности клетки, несмотря на наблюдаемое стимулирование выделения вирусных частиц из клетки. Это указывает на существование альтернативных механизмов антагонизма активности тетерина со стороны Vpu. Кроме того, Vpu активирует внутриклеточную деградацию тетерина, опосредованную β-TrCP2.